# 1962年7月31日日食
1962年7月31日日食是一次日環食，發生於1962年7月31日。新月當天（即朔日），地球上觀測到月球和太阳的角距離極小，此時月球如果恰好在月球交點附近，穿過太阳和地球之間，與地球、太阳接近一直線，則會出現日食。月球穿過太阳和地球之間，但距地球較遠，本影未能接觸地表，而使偽本影覆蓋的區域內看到月球的角直徑小於太陽，就形成日環食，同時在偽本影兩側數千公里的半影範圍內形成日偏食。此次日環食經過了委內瑞拉、巴西、英屬圭亚那、荷屬蓋亞那、塞内加尔、英屬甘比亞、马里、上伏塔、加纳、多哥、達荷美、奈及利亞、喀麦隆、刚果（布）、刚果（利）、坦噶尼喀、葡屬東非、法屬葛摩、马约特、馬爾加什，日偏食則覆蓋了南美洲中北部、整個非洲及周邊部分部分地區。

## 日食概況

### 出現區域
委內瑞拉南部的亞馬遜州西南部地區在日出時最先看到日環食，隨後月球偽本影向東偏北方向移動，橫跨大西洋，在塞内加尔海岸登上非洲，逐漸轉向東南移動，在马里锡卡索区東北部達到最大食分。此後偽本影斜貫非洲大陸，又經過大陸東南方部分島嶼後在日落時分結束於馬爾加什（今马达加斯加）東北部海岸以東約130公里的洋面。全過程中，偽本影完全覆蓋了兩個主權國家首都——马里巴馬科和喀麦隆雅温得，及三個地區首府——荷屬蓋亞那帕拉马里博（今蘇利南首都）、法屬葛摩莫洛尼（今葛摩首都）、马约特藻德济（今已遷至马穆楚），而英屬甘比亞首府班竹（今冈比亚首都）位於環食帶北緣，市區南部能看到日環食。
偽本影經過的陸地包括：
- 委内瑞拉共和国：從亞馬遜州西南部最先接觸地表後向東偏北劃過該州南部，短暫出境後又經過玻利瓦尔州南部；
- 巴西：羅賴馬州北部；
- 英屬圭亞那（今圭亚那）：庫尤尼-馬扎魯尼區南部、波塔羅-錫帕魯尼區、上塔庫圖-上埃塞奎博西北端、上德梅拉拉-伯比斯區除南北兩端外的大部、德梅拉拉-馬海卡區極東南角、馬海卡-伯比斯區南半部、東伯比斯-科蘭太因區北部；
- 荷屬圭亞那（今蘇利南）：錫帕利維尼區西北部、尼克里區、科羅尼區除東南角外的絕大部分、帕拉區西北端和北端的兩個小角、薩拉馬卡區中南部、瓦尼卡區除南部外的大部、帕拉马里博区、科默韋訥區北部、馬羅韋訥區西北部；
- 塞内加尔：捷斯區南部、法蒂克區中南部、考拉克区除東北角外的大部、卡夫林區中南部、科爾達區北部、坦巴昆達區除北部和南端外的大部、凱杜古區北部；
- 英屬甘比亞（今冈比亚）：班竹市北半部、北岸區除西南部外的大部、下河區東北半部、中河區、上河區除南部邊境外的大部；
- ：自西北向東南貫穿卡伊區南部和庫利科羅區南部並覆蓋了巴馬科首都區，擦過塞古區極西南角後繼續貫穿锡卡索区東北部，其中在锡卡索区東北部達到最大食分；
- （今布吉納法索）：上盆地大區中北部、布克萊迪穆翁大區南部、瀑布大區極東北角、西南大區北部、中西大區南部；
- ：西北地區中北部、東北地區西南部、北部地區東北部；
- 多哥：草原區西南部、卡拉區除東北和西南部外的大部、中部区東北部；
- 達荷美（今贝宁）：峽谷省中南部、丘陵省北部、博爾古省南部；
- 奈及利亞：夸拉州西南部和南部、奧約州除南北兩端外的大部、奧孫州除西南部和極東北角外的大部、翁多州北半部、埃基蒂州中南部、埃多州中北部、科吉州南部、三角州東北部、阿南布拉州除西南部外的大部、埃努古州除東北部外的大部、伊莫州東北部、阿比亚州北部、埃邦伊州中南部、阿夸伊博姆州極北端、克里斯河州中部偏南；
- 喀麦隆：自西北向東南斜貫西南區後經過濱海區中北部和西部區西南部，再斜貫中部區西南部，經過南部區東部和東部區南部；
- 剛果（布）：自西北向東南斜貫桑加省中部偏東和利夸拉省南部，並經過盆地省東北部；
- 剛果（利）（今刚果（金），即刚果民主共和国）：自西北向東南斜貫今赤道省南部，並擦過西开赛省極東北角，再斜貫东开赛省東部和马涅马省南部，經過坦噶尼喀省東北部和南基伍省南端；
- （今屬坦桑尼亚）：經過基戈馬區南部後自西北向東南斜貫魯夸區中部偏北，又經過姆貝亞區北半部、塔波拉區西南角、辛吉達區南端，斜貫伊林加區，經過莫罗戈罗区南部、魯伍馬區北部、林迪區中南部、姆特瓦拉區中東部；
- 葡屬東非（今莫桑比克）：德爾加杜角省東北部；
- 法屬葛摩（今葛摩）全境；
- 马约特全境；
- 馬爾加什（今马达加斯加）：經過索非亞區東北部、阿那拉蘭基羅富區極北端、第亞那區南半部，並自西北向東南斜貫薩瓦區。[3][4]

除了上述狹窄的環食帶內能看到日環食之外，月球半影覆蓋範圍內都能看到日偏食，包括美国東南部、百慕大、中美洲大陸部分東南部及加勒比地區、南美洲除西部沿海和南部外的大部、整個非洲、南欧西南半部、法国南部、阿拉伯半岛中南部。

### 基本參數
- 類型：日環食
- 食甚中心處（位於马里锡卡索区東北部）資料：
  - 時間：1962年7月31日12:24:58.3
  - 地點：11°59.6′N 5°43.5′W / 11.9933°N 5.7250°W
  - 食分：0.9716（環食帶內最大）
  - 日環食持續時間：3分32.7秒

## 相關的日食

### 1961-1964年的日食
月球交替位於相對的月球交點時，以半個交點年（食年），即約177天又4小時間隔出現下列日食。
| 降交點                                                         | 降交點                   |          | 升交點                  | 升交點 |
| 沙羅周期                                                       | 地圖                     | 沙羅周期 | 地圖                    |        |
| 120                                                            | 1961年2月15日 全食       | 125      | 1961年8月11日 環食      |        |
| 130                                                            | 1962年2月5日 全食        | 135      | 1962年7月31日 環食      |        |
| 140                                                            | 1963年1月25日 環食       | 145      | 1963年7月20日 全食      |        |
| 150                                                            | 1964年1月14日 偏食（南） | 155      | 1964年7月9日 偏食（北） |        |
| 註：1964年6月10日和1964年12月4日的日偏食屬於下一組交點年系列。 |                          |          |                         |        |

### 沙羅周期
沙羅周期長度為18年11天。本次日食屬於沙羅周期135，共包含71次日食，依次為1331年7月5日至1493年10月10日的10次日偏食、1511年10月21日至2305年2月24日的45次日環食、2323年3月8日至2341年3月18日的2次全環食（亦稱混合食）、2359年3月29日至2449年5月22日的6次日全食、2467年6月2日至2593年8月17日的8次日偏食，總共歷時1262.11年。其中最長的全食發生於2431年5月12日，共持續2分27秒。
下表列舉了1901年至2100年間發生的屬於該周期的日食，是第33至43次：
| 33            | 34             | 35            |
| ------------- | -------------- | ------------- |
| 1908年6月28日 | 1926年7月9日   | 1944年7月20日 |
| 36            | 37             | 38            |
| 1962年7月31日 | 1980年8月10日  | 1998年8月22日 |
| 39            | 40             | 41            |
| 2016年9月1日  | 2034年9月12日  | 2052年9月22日 |
| 42            | 43             |               |
| 2070年10月4日 | 2088年10月14日 |               |

## 資料來源
1. ↑  樊忠玉. . 中国天文科普网.   [2016-03-22]. （原始内容存档于2014-09-17）.
2. 1 2  Fred Espenak. . NASA Eclipse Web Site.   [2016-03-22]. （原始内容存档于2020-10-24）.（英文）
3. ↑  Fred Espenak. . NASA Eclipse Web Site.   [2016-03-22]. （原始内容存档于2020-10-24）.（英文）
4. ↑  Xavier M. Jubier. .   [2016-03-22]. （原始内容存档于2019-10-29）.（法文）（英文）
5. ↑  Fred Espenak. . NASA Eclipse Web Site.   [2016-03-22]. （原始内容存档于2008-08-29）.（英文）
6. ↑  Fred Espenak. . NASA Eclipse Web Site.（英文）

## 外部連結
- NASA日食專頁（页面存档备份，存于）（英文）
- 可見區域圖和時間統計：由弗雷德·埃斯佩纳克做出的日食預報，NASA/GSFC
  - Google互動地圖呈現的日食範圍
  - 貝塞爾元素
- Google地圖顯示的日環食和日偏食範圍（页面存档备份，存于）（法文）（英文）

| \| \| 日食 \|                            |                              |                                           |
| 上一次日食： 1962年2月5日日食 （日全食） | 1962年7月31日日食 （日環食） | 下一次日食： 1963年1月25日日食 （日環食） |
| 上一次日環食： 1961年8月11日日食         | 1962年7月31日日食 （日環食） | 下一次日環食： 1963年1月25日日食          |
|                                          | 日食                         |                                           |